# Voivodat d'Elblaq
El Voivodat d'Elblaq (en polonès: województwo elbląskie) fou una unitat administrativa i de govern local a Polònia entre 1975 i 1998. En aquest any el territori es dividí incorporant-ne un apart al Voivodat de Pomerània i l'altre al de Vàrmia i Masúria. La seva capital era la ciutat d'Elbląg.

## Ciutats
Població a 31 de desembre del 1998:
- Elbląg – 129 782
- Kwidzyn – 39 560
- Malbork – 39 256
- Braniewo – 18 865
- Pasłęk – 12 516
- Sztum – 10 930
- Nowy Dwór Gdański – 10 462
- Orneta – 9837
- Prabuty – 8125
- Dzierzgoń – 5653
- Susz – 5600
- Nowy Staw – 3896
- Pieniężno – 2975
- Tolkmicko – 2766
- Frombork – 2528
- Kisielice – 2222
- Młynary – 1844
- Krynica Morska – 1376